# Maxime Serpeille
Maxime Serpeille, né à Paris le 5 avril 1858 et mort dans cette même ville le 23 septembre 1930, est un journaliste français.

## Biographie
Né le 5 avril 1858 au no 34 de la rue de l'Université, Maxime-Edmond-Ambroise-Émile Serpeille est le fils de Jean-Antoine-Joseph Serpeille, propriétaire, et de Cécile Dréan de Saint-Réal.
Maxime Serpeille commence sa carrière de journaliste en 1880, au Gaulois. Vers 1887, il devient l'un des plus proches collaborateurs de Pierre Giffard au Petit Journal, où il écrit notamment sous le nom de plume « Coqhardy » (également utilisé par René Maizeroy). Il écrit ensuite pour le Vélo puis L’Œuvre de Gustave Téry, dont il est secrétaire de rédaction. En 1898, il lance une revue bimensuelle illustrée, La Presse internationale, dont il est rédacteur en chef, avec Maurice Feuillet pour directeur artistique. De 1902 à 1913 il dirige la maison d'édition de partitions musicales M. Serpeille. En 1910 il est secrétaire général des Chorégies d'Orange. En 1918, il est secrétaire général de La Vérité, un journal pacifiste qui a compté Boris Souvarine parmi ses collaborateurs.
Officier de l'Instruction publique depuis 1892 et chevalier du Mérite agricole depuis 1903, Serpeille est nommé chevalier de la Légion d'honneur en 1925.
Mort à Paris le 23 septembre 1930, il est inhumé le 27 après des obsèques célébrées en l'église Notre-Dame-de-Grâce-de-Passy.
En 1885, Maxime Serpeille a épousé Christine de Gobineau (1857-1944), fille du comte Arthur de Gobineau, auteur de l'Essai sur l'inégalité des races humaines. Avant de divorcer en 1907, le couple a eu deux fils, Clément (1886-1944) et Louis (1889-1956). Militant antisémite dans les années 1930 puis membre de l'Institut d'étude des questions juives sous l'Occupation, Clément Serpeille de Gobineau est mort lors d'un bombardement en mai 1944. Cet engagement contraste avec les positions dreyfusardes du père de Clément.

## Distinctions
- Officier d'académie
- Chevalier de la Légion d'honneur (1925)
- Chevalier de l'ordre du Mérite agricole